# Xerfi
 (janvier 2015).
Si vous disposez d'ouvrages ou d'articles de référence ou si vous connaissez des sites web de qualité traitant du thème abordé ici, merci de compléter l'article en donnant les références utiles à sa vérifiabilité et en les liant à la section « Notes et références ».
 (novembre 2021).
Xerfi est un institut d’études privé. Il est spécialisé dans l'analyse économique sectorielle en France (Xerfi France) et à l'international (Xerfi Global), l'analyse concurrentielle (Xerfi Precepta), la macroéconomie et la conjoncture (Xerfi Previsis), les études ad hoc (Xerfi MCI), les enquêtes de conjoncture et les prévisions professionnelles (I+C). Éditeur d’études électroniques, il réalise plusieurs centaines d'analyses chaque année, assurant la couverture exhaustive de tous les secteurs. Xerfi dispose de ses propres bureaux d’études, à Paris et à Lyon, et d’un centre d’enquête à Nanterre. C’est aujourd’hui le premier institut d’études économique privé en France.
Ses études sont utilisées pour comprendre l'environnement économique et stratégique des secteurs et des entreprises, comme un outil d'aide à la décision pour les décideurs. Ses utilisateurs sont les grandes entreprises, les établissements bancaires et financiers, les cabinets d'audit et de conseil, les PME, les organisations professionnelles, l’administration.
Xerfi produit et diffuse également Xerfi Canal, une revue audiovisuelle qui dispose de quatre chaînes thématiques : « Xerfi Canal Economie », « Stratégie et Management », « Xerfi Business » et « Fenêtres ouvertes sur la gestion ».

## Histoire

Ancien logo.

Xerfi a été créé en 1993 par Laurent Faibis et Valérie Cohen afin de mettre à disposition des établissements financiers, et par la suite à l’ensemble des entreprises, une base d’études complète sur les secteurs d’activités français. Il n’existait en effet pas alors de source d’analyse exhaustive sur l’ensemble des activités couvrant l’industrie, les services, la distribution et la finance. L’objectif était également d’adopter une approche pluridisciplinaire d’analyse et de prévisions sur les secteurs d’entreprises.
La première collection d'études sectorielles, lancée en 1994, est baptisée Secteurs 700 (en référence à la nomenclature de l’INSEE en 700 positions). Cette collection a exigé le développement une méthodologie spécifique et multidisciplinaire d’analyse sectorielle unique en France.
Elle est déclinée sur CD-Rom en 1995, et dès 1997 sur Internet.
En 1998, les fondateurs ouvrent le capital à deux fonds d'investissement tout en restant majoritaires.
Xerfi se développe par le lancement du département d’analyses et prévisions conjoncturelles Xerfi-Prévisis et de sa revue mensuelle en 2001, la création d'un bureau d'études à Lyon en 2005, puis la reprise de Precepta en 2006, qui deviendra Xerfi-Precepta. Le département Xerfi Global est créé en 2007.
En 2007, un MBO permet aux dirigeants de contrôler 100 % du capital.
La revue audiovisuelle Xerfi Canal est lancée en 2010 pour stimuler le débats d’idées. Animée par des journalistes professionnels, elle fait intervenir des économistes et experts de Xerfi mais aussi des collaborateurs externes de toutes disciplines pour éclairer l’économie et la gestion d'entreprise.
Un département des synthèses a été créé en 2012, pour renforcer la réflexion de Xerfi sur les grands enjeux de l’économie de l’entreprise : politique économique, environnement économique international, transformations structurelles, technologiques et sociales.
2015 voit le lancement du département des études ad’hoc, qui deviendra Xerfi MCI (Market & Competitive Intelligence).
2017 a été marqué par le développement de la collection d’études Xerfi Emplois et RH, qui met en œuvre des technologies d’intelligence artificielle développée par les ingénieurs de Xerfi.
Xerfi s’est renforcé en 2018 avec l’intégration d’IplusC (I+C), institut d’informations et de conjonctures professionnelles.

## Méthodologie
Xerfi a délibérément choisi une approche pluridisciplinaire. Les travaux sont menés en mobilisant des compétences variées non seulement en économie de la conjoncture et analyse des secteurs, mais aussi en économie industrielle, analyse concurrentielle, marketing, analyse financière. Son centre d’enquête professionnel (I+C) lui permet d’élaborer ses propres données (statistiques, baromètres).